# Cathédrale Notre-Dame-de-l'Incarnation de Saint-Domingue
Cette  cathédrale n’est pas la seule cathédrale Notre-Dame-de-l'Incarnation.
La cathédrale Notre-Dame-de-l'Incarnation (en espagnol : Catedral Nuestra Señora de la Encarnación ou Catedral Primada de América) est le premier édifice de ce type construit au début du XVIe siècle sur le continent américain par les espagnols à Saint-Domingue, actuelle capitale de République dominicaine. Elle se trouve aujourd'hui dans la zone coloniale, quartier historique de ville inscrit au répertoire du patrimoine mondial de l'UNESCO.

## Historique
La première cathédrale qui fut consacrée par le pape Jules II était une construction de bois constitué d'un toit recouvert de feuilles de palmes et dont le sol était fait de terre battue.
La première pierre de l'édifice définitif fut posée le 26 mars 1514 par le premier évêque de Saint-Domingue, Mgr Francisco Garcia de Padilla, selon les plans conçus par l'architecte sévillan Alonso Rodríguez et réalisés par son confrère Luís de Moya.
Les travaux se prolongèrent jusqu'en 1535 et furent jamais achevés dans leurs intégralités, puisqu'en effet faute d'argent le clocher initialement prévu ne fut jamais construit.
Consacré en 1541, elle obtint néanmoins, à la demande de l'empereur Charles Quint, le statut de cathédrale métropolitaine, suite l'érection du diocèse de Saint-Domingue en archidiocèse et la désignation de son titulaire comme « Primat des Indes », le 12 février 1546 par le pape Paul III.
En 1586, lorsque le corsaire anglais Sir Francis Drake pilla Saint-Domingue, la cathédrale  lui servit de quartier général. Pendant sa présence, ayant suspendu son hamac dans la première chapelle située à droite de l'autel, il aurait malencontreusement coupé le nez d'une statue d'un coup de sabre.
Dans son mémoire America Inter de 14 juin 1920, le pape Benoît XV lui octroya le titre, droits et privilèges de Basilique mineure.

## Présentation
L'aspect extérieur de la construction, édifiée en pierre calcaire, avec certains murs en maçonnerie, est à l’image des édifices espagnols construits à la Renaissance (tout en affichant également des lignes mauresques ainsi que des traits architecturaux empruntés au gothique tardif) dans un style appelé plateresque, se veut assez trapue. Plus large que haute, sa longueur est de 54 m dans l'allée centrale du sanctuaire pour une largeur de 23 m, tandis que la plus grande hauteur du sol à la voûte atteint 16 mètres, le tout représentant une surface construite supérieure à 3 000 m2.
Sur la façade, se côtoient des blasons et emblèmes de la famille royale castillane ainsi que des bustes d’évangélistes. Le portail principal s'orne d'une énorme porte de 2,5 tonnes, datant de sa création et restaurée pour le 500e anniversaire de la découverte des Amériques.
L'intérieur, dont est le sol est fait de brique, s'ouvre sur trois nefs à voûtes d’ogive, dépourvu de transept. Les quatorze chapelles qui entourent le vaisseau se différencient les unes des autres, par leur voûte disparate.
Côté ornement, on remarquera un fameux retable en acajou massif datant du XVIIe siècle, de même qu’un vitrail représentant le baptême du Christ ou encore une peinture sur bois datant de 1520 intitulé Capilla Nuestra Señora de la Antigua représentant le roi Ferdinand et la reine Isabelle d’Espagne.
Plusieurs personnages importants de l'époque coloniale sont enterrés dans la crypte de la cathédrale. C'est le cas du conquistador Rodrigo de Bastidas, la première « vice-reine des Indes » Marie de Tolède (en) ou de l'évêque Alessandro Geraldini (en).
Jusqu'en 1992, la cathédrale abrita également les restes supposés de Christophe Colomb, avant qu'il ne soient transférés au Phare de Colomb.

## Galerie

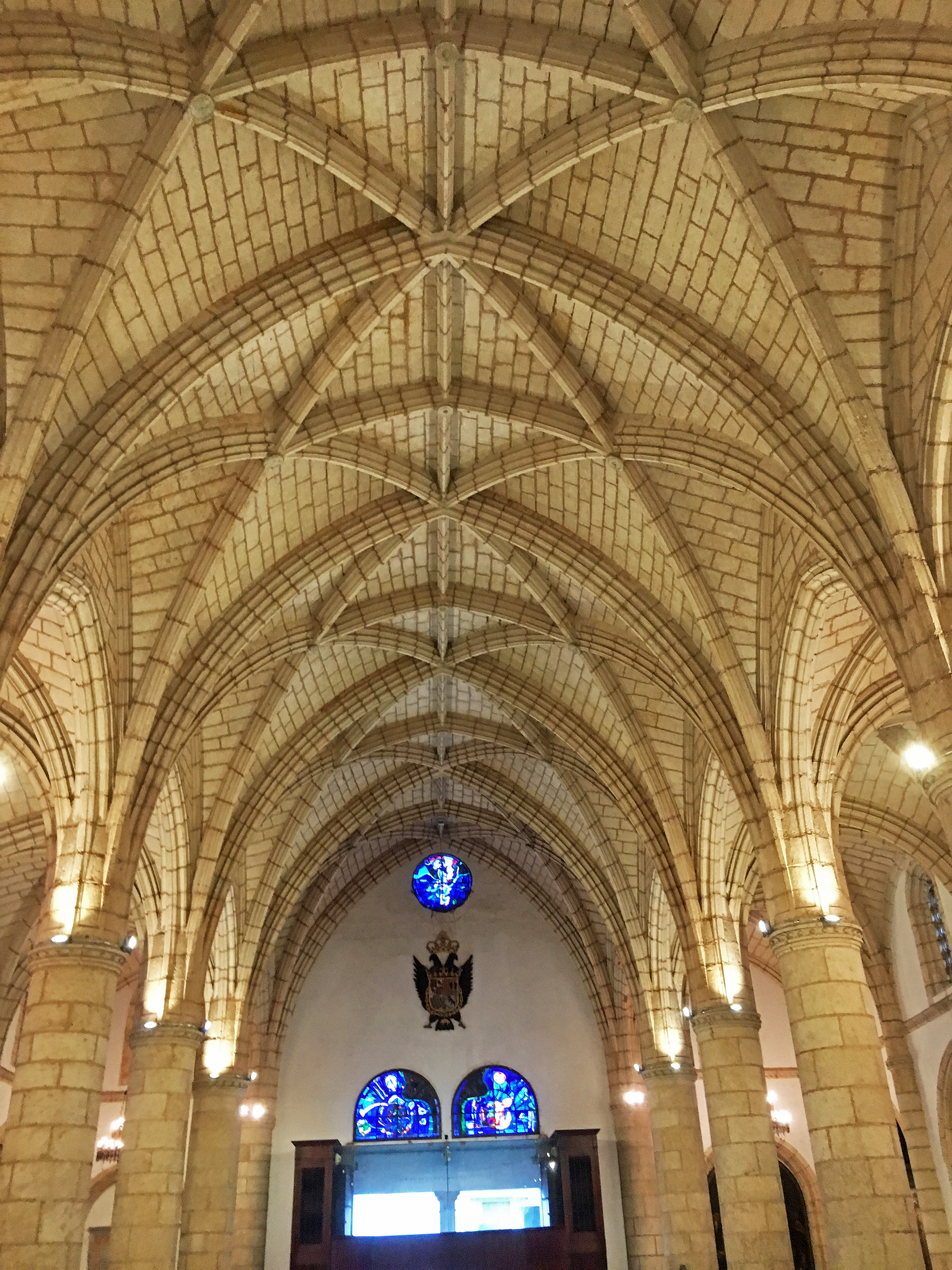
voûte d’ogives
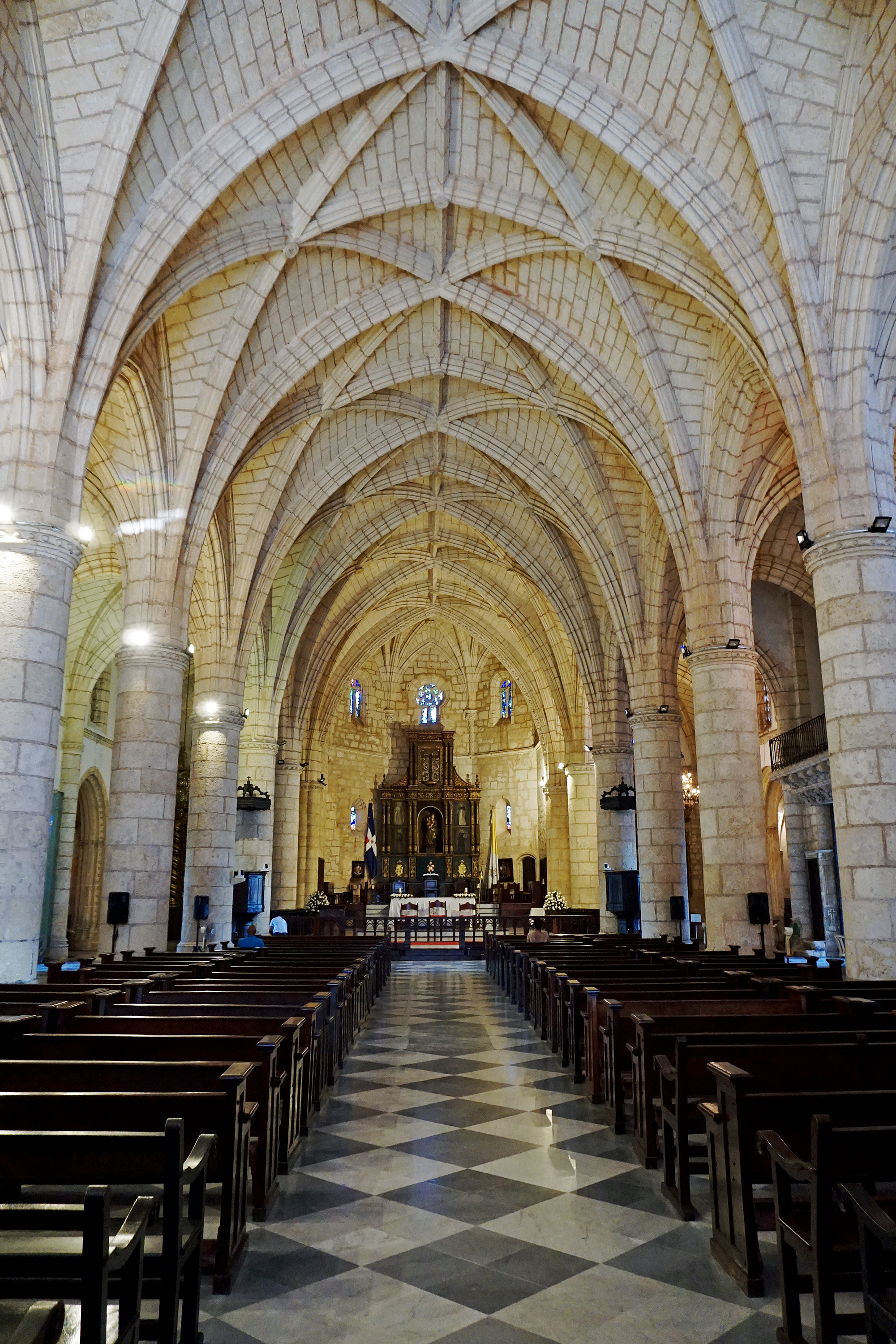
nef
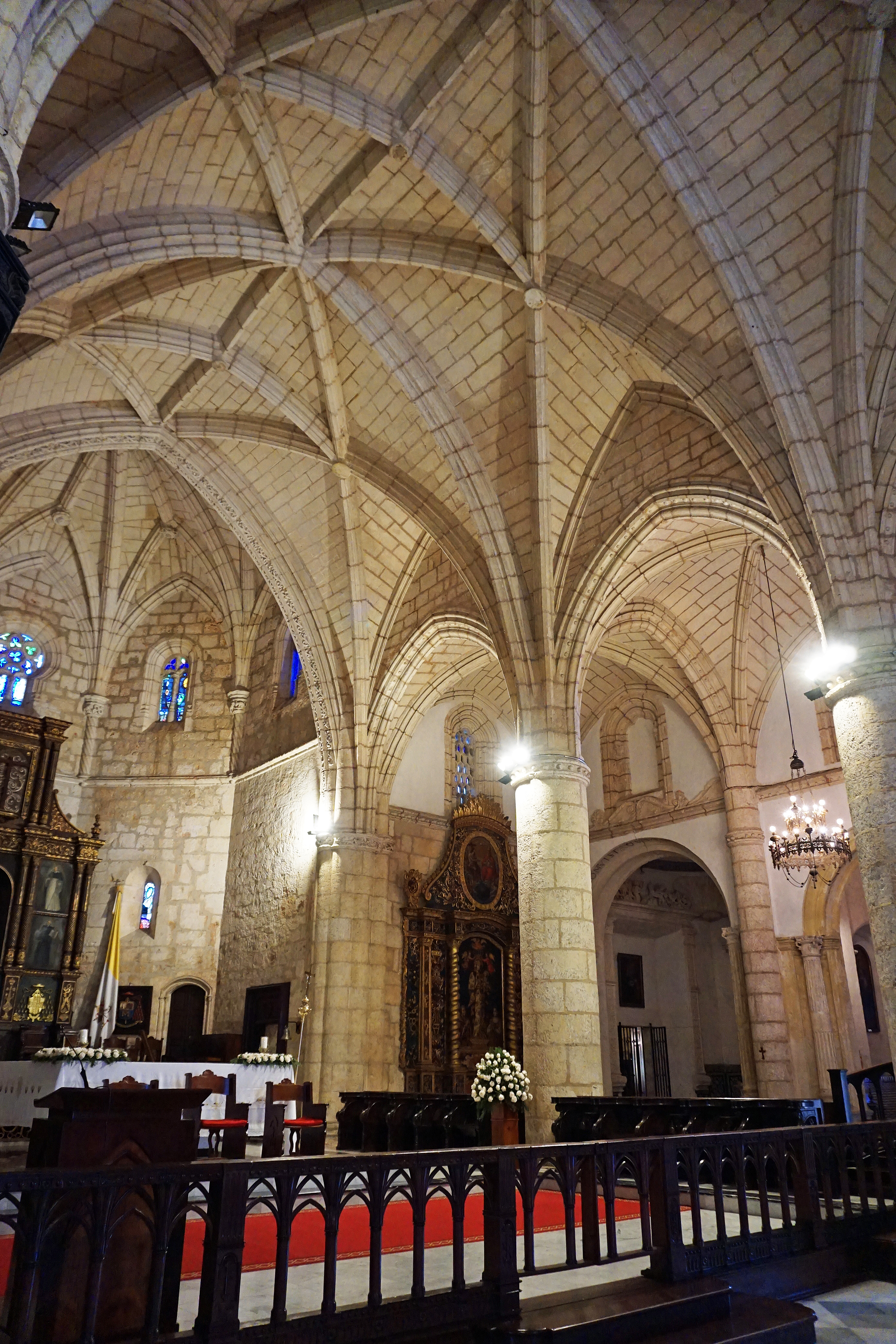
Colonnes
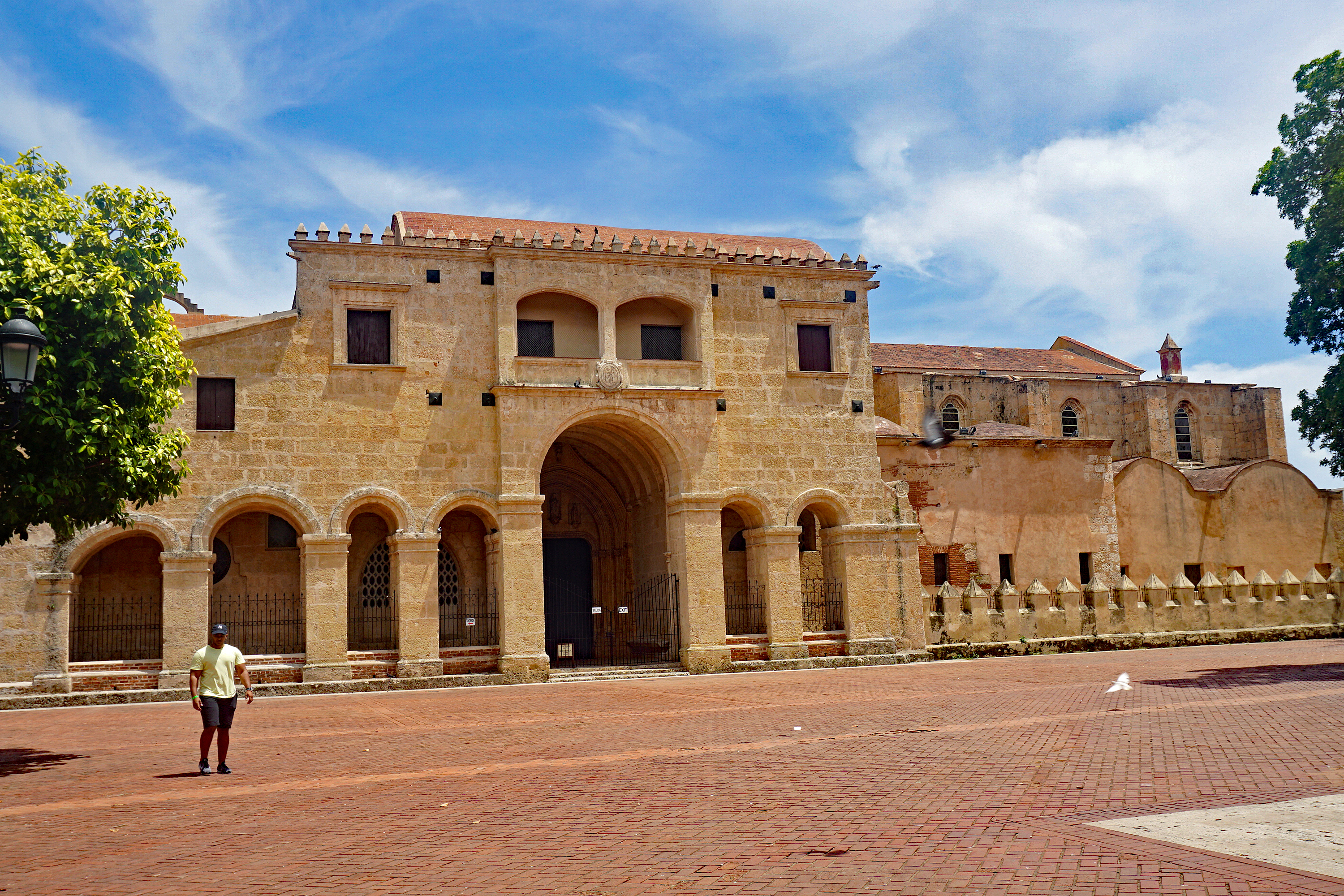
Entrée latérale nord, côté Parque Colón
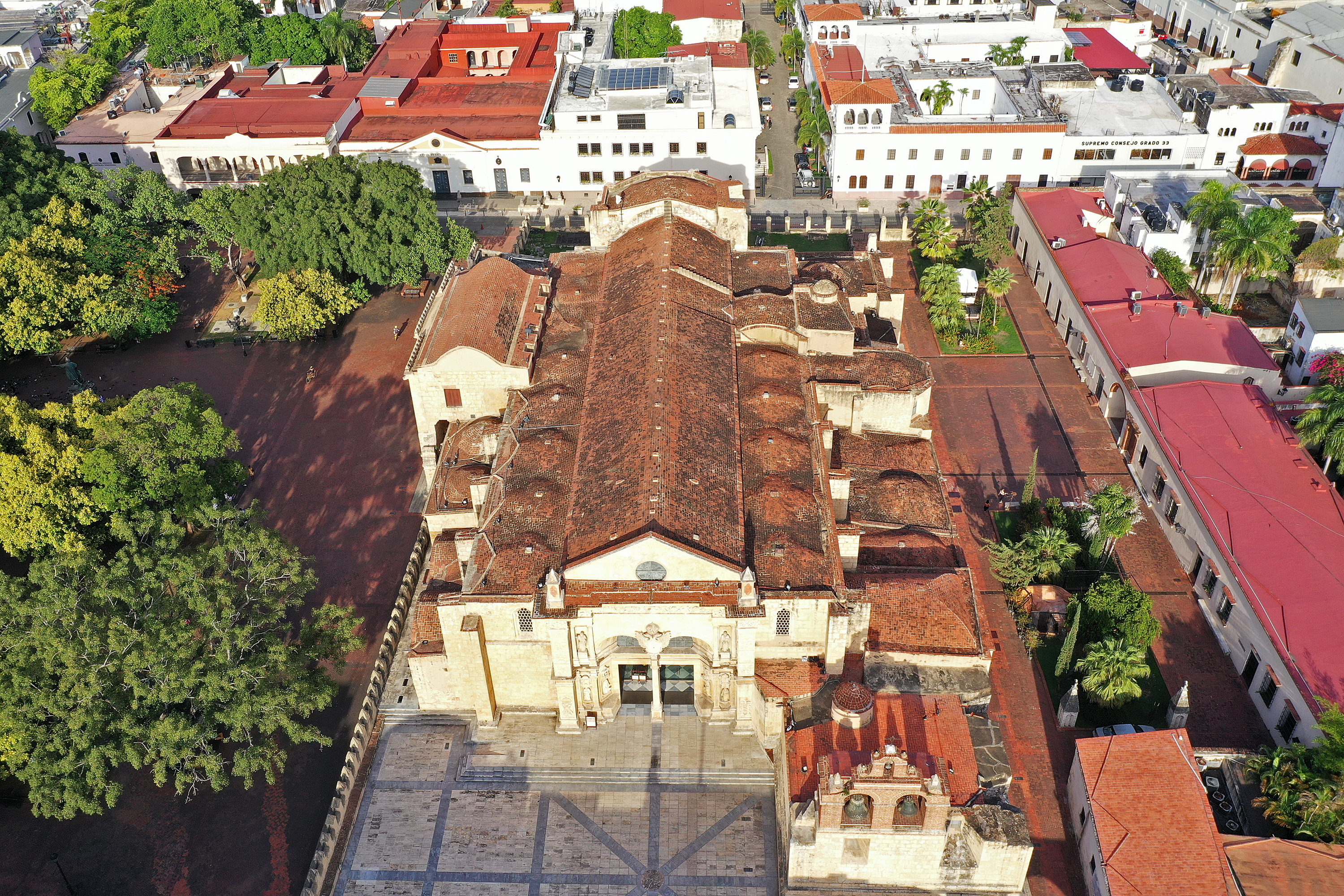
Vue aérienne